# Albert Kesselring
Albert Kesselring, född 30 november 1885 i Marktsteft, Bayern, död 15 juli 1960 i Bad Nauheim, Hessen, var en tysk militär, general i flygvapnet (General der Flieger) 1 juni 1937, generalfältmarskalk 19 juli 1940.

## Biografi

### Tiden till och med första världskriget
Kesselring anställdes i den preussiska armén 20 juli 1904, placerades vid 2:a bayerska artilleriregementet till fots (2. bayerisches Fuss-Artillerie-Regiment), som var förlagt till Metz i Lothringen, blev officersaspirant (ty. Fähnrich) 4 februari 1905, utbildades vid krigsskolan i München och utnämndes till fänrik (ty. Leutnant) 8 mars 1906. Han fick ingenjörs- och artilleriutbildning från oktober 1908 till mars 1910.
Kesselring blev adjutant vid 1:a bataljonen inom sitt regemente 1 oktober 1912. Han befordrades till löjtnant (ty. Oberleutnant) 25 oktober 1913 och efter första världskrigets utbrott var han på västfronten stabsadjutant vid 1:a bayerska artilleribrigaden till fots. Därefter var Kesselring placerad vid olika staber inom det bayerska artilleriet och blev kapten 19 maj 1916..
I november 1917 överfördes Kesselring till östfronten som generalstabsofficer och var placerad vid arméns överkommando från januari till april 1918 och därefter vid 3:e bayerska armékårens stab till krigets slut.

### Mellankrigstiden
Efter krigsslutet ledde Kesselring demobiliseringen av 3:e bayerska armékåren. Han anställdes i den reducerade rikshär (Reichsheer) som Tyskland tilläts ha enligt Versaillesfördraget och som fram till 1935 ingick i Tysklands riksvärn (Reichswehr). Kesselring blev batterichef vid 24:e artilleriregementet i augusti 1919 och var batterichef vid 7:e artilleriregementet januari 1921 - september 1922.
Rikshären skulle skäras ner från sin demobiliseringsstyrka på 200 000 man till maximalt 100 000 man inklusive 4000 officerare enligt Versaillesfördraget. Kesselring kallades till Berlin 1 oktober 1922 för att ingå i det högkvarter som skulle genomföra anpassningen av rikshären. Under de följande åren fram till 1929 var han anställd inom försvarsministeriet (Reichswehrministerium).
Högste befälhavare för riksvärnet var presidenten och inom försvarsministeriet fanns chefen för arméledningen (Chef der Heeresleitung) som under presidenten var chef för rikshären. Generalen vid infanteriet Hans von Seeckt var chef för arméledningen juni 1920 - oktober 1926 och därmed organisatör av rikshären. Kesselring, som tidigare varit medlem av generalstaben och dessutom hade tekniska kunskaper, anställdes i von Seeckts stab, som kom att kallas Truppenamt och var en maskerad generalstab. Senare såg Kesselring på sin tjänstgöring i denna stab som den avgörande perioden i hela sin karriär. Kesselring ansåg att von Seeckt var en utmärkt generalstabsofficer och ledare. von Seeckt krävde hårt arbete av högsta kvalitet från sina underlydande samtidigt som de fick arbeta självständigt och kunde komma med förslag och nya idéer. von Seeckt lärde också ut att en officer skulle avstå från att lägga sig i politik och inte försöka främja sin egen karriär genom intriger. En officer skulle göra sin plikt och utmärkas av lojalitet och trohet.
Under tjänstgöringen vid Truppenamt byggde Kesselring upp en effektiv stabsorganisation för att anskaffa moderna vapen till armén. Han lyckades även minska byråkratin så att officerare och underofficerare inom administration och utbildning frigjordes för stridande förband och tjänstemännen fick lära sig att ta initiativ och fatta beslut utan att remittera till alltför många myndigheter.
Kesselring befordrades till major 1 april 1925 och efter sex och ett halvt år vid försvarsministeriet placerades han 1 april 1929 vid staben inom 7:e militärområdet (Wehrmachtskommando VII). Han blev överstelöjtnant 1 februari 1930, var juni - juli 1930 vid 3:e militärområdets stab, tjänstgjorde inom arméns personalkontor vid försvarsministeriet augusti 1930 - januari 1932 och var chef för 3:e bataljonen vid 4:e artilleriregementet februari 1932 - september 1933.
När Adolf Hitler kom till makten i januari 1933 hade Tyskland inget flygvapen men i maj samma år bildades luftfartsministeriet (Reichsluftfahrtsministerium) med Hermann Göring som luftfartsminister (Luftfahrtsminister). Kesselring placerades som administrativ chef vid luftfartsministeriet 1 oktober 1933 och befordrades samtidigt till överste. Han skulle bland annat göra upp en budget för ett strategiskt utplacerat nätverk av flygstationer, kaserner, landningsbanor och flygfält. Kesselring utnämndes till generalmajor 1 oktober 1934 och blev när flygvapnet (Luftwaffe) bildades 1935 chef för administrativa avdelningen (Luftwaffenverwaltungsamt). Kesselring blev generallöjtnant 1 april 1936. När stabschefen vid flygvapnet omkom i en flygolycka efterträdde Kesselring honom 3 juni 1936 och 1 juni 1937 blev Kesselring befälhavare för 3:e luftområdet (Luftkreis-Kommando III) i Dresden och befordrades samtidigt till general av flygvapnet (General der Flieger). Kesselring blev 1 februari 1939 chef för luftflotta 1 (Luftflotte 1) och befälhavare Ost.

### Andra världskriget
När Hitler inledde andra världskriget med anfallet mot Polen var Kesselring befälhavare för Luftflotte 1, som bestod av höghöjdsbombplan, störtbombare för understöd av marktrupperna, jaktplan och spaningsplan. Luftflotte 1 grupperades med Norra armégruppen (Heeresgruppe Nord) under befäl av generalöverste Fedor von Bock, som ryckte fram från västra och östra Preussen. Det blev en lätt seger för Wehrmacht.
I januari 1940 förflyttades Kesselring från Luftflotte 1 på grund av en speciell händelse. Piloten på ett kurirflygplan i Luftflotte 2 kom vilse och landade i Belgien. Ombord fanns en stabsofficer med viktiga papper beträffande planeringen av Fall Gelb, det vill säga det kommande angreppet på bland annat Frankrike. Samtliga ombord på planet arresterades och den tyska säkerhetstjänsten förutsatte att anfallsplanen kommit i fiendens händer. Efter ett gräl mellan Hitler och Göring avskedades befälhavaren för Luftflotte 2 och hans stabschef och Göring beordrade Kesselring att omedelbart ta över den lediga befälsposten. Detta innebar att Kesselring även under nästa fälttåg skulle få samarbeta med von Bock och visa sin skicklighet som befälhavare i den nya krigföringen med mark- och flygstridskrafter.
Under ledning av generalöverste Erich von Manstein gjordes förändringar i planeringen av anfallet västerut. Armégrupp B (Heeresgruppe B) under befäl av von Bock skulle rycka fram genom centrala Belgien i en avledningsmanöver och skapa tillfälle för den tyska huvudstyrkan, armégrupp A (Heeresgruppe A), med generalöverste Gerd von Rundstedt som chef att avancera genom de svårforcerade Ardennerna för att överraska fienden.
Det tyska så kallade blixtkriget inleddes 10 maj 1940. Kesselring ledde Luftflotte 2 men var även inblandad i planeringen av markstriderna. Luftburna trupper och fallskärmstrupper tillhörde flygvapnet och han var bland annat ansvarig för transporter och luftskydd. Även luftvärnet med bland annat den berömda 88 mm:s luftvärnskanonen tillhörde flygvapnet. Luftflotte 2 bestod av fem eskadrar, en jaktplansdivision, en luftvärnsartillerikår och en flygburen kår under ledning av generalmajor Kurt Student (Luftlandekorps Student). Kesselrings styrkor var framgångsrika vid anfallen mot Holland, Belgien och Luxemburg. Enligt Kesselring gjorde Hitler dock ett misstag när han inte med pansartrupper hindrade den brittiska armén att embarkera vid Dunkerque 27 maj - 4 juni 1940. I stället gav han Kesselring order att anfalla med sina flygstyrkor, som emellertid var decimerade på grund av tidigare strider. Royal Navy och Royal Air Force, som bland annat hade nya jaktplan (Supermarine Spitfire), gjorde det möjligt för britterna att sätta sig i säkerhet över Engelska kanalen. Kesselrings uppfattning var senare att Hitler också i detta sammanhang skulle ha invaderat England så snart som möjligt innan britterna hunnit bygga upp sitt krigsmakt. Efter den tyska segern över Frankrike belönades Kesselring för sina insatser och befordrades 19 juli 1940 till generalfältmarskalk (han hoppade över graden generalöverste). Samtidigt utnämnde Hitler elva andra generalfältmarskalkar och Göring fick titeln riksmarskalk (Reichsmarschall des Grossdeutschen Reiches).
Under blitzen (efter engelsmännens benämning the Blitz) i samband med Slaget om Storbritannien hade Kesselring det operativa ansvaret för bombningarna. Dessa massbombningar mot större brittiska städer började 7 september 1940 då tyskarna inledde total krigföring mot London. Bombningarna pågick i huvudsak till årsskiftet men även under våren 1941 fortsatte raiderna. Det sista stora bombanfallet mot London utfördes natten till 10 maj 1941.
Den 22 juni 1941 började det tyska anfallet mot Sovjetunionen, operation Barbarossa, (Rödskägg; efter Fredrik I Barbarossa, tysk-romersk kejsare (1155–1190)). Kesselring utnyttjade erfarenheterna från fälttåget 1940 när det gällde att samordna flygoperationerna med pansartruppernas framryckning i von Bocks armégrupp Mitte (Heeresgruppe Mitte). Han uppnådde total överraskning i slaget om luftherraväldet och förstörde 2500 sovjetiska flygplan på marken och hans jaktplan kunde med lätthet skjuta ner de långsamma sovjetiska tunga bombplanen. 
Kesselring blev överbefälhavare för de tyska styrkorna i Italien efter den allierade invasionen där. Han förde ett framgångsrikt uppehållande försvar mot de samlade amerikanska och brittiska styrkorna, bland annat genom etableringen av Gustavlinjen. 1945 blev han tysk befälhavare på västfronten.

### Tiden efter andra världskriget
Vid krigsslutet hamnade Kesselring i allierad krigsfångenskap och ställdes inför en brittisk domstol i Venedig anklagad för massakern på 335 italienare i Fosse Ardeatine (söder om Rom) och ett antal andra krigsförbrytelser. Kesselring dömdes av domstolen till döden den 7 maj 1947, men domen förvandlades till livstids fängelse efter vädjande från Churchill. Han frigavs emellertid så tidigt som i oktober 1952 av hälsoskäl, och slutade sina dagar som en fri man i kurorten Bad Nauheim i Hessen.

## Utmärkelser
- Riddarkorset med eklöv nr 78, 25 februari 1942
- Riddarkorset med eklöv och svärd nr 15, 18 juli 1942
- Riddarkorset med eklöv, svärd och diamanter nr 14, 19 juli 1944

## Militära grader och befordringsdatum
- Officersaspirant (ty. Fähnrich)  4 februari 1905
- Fänrik  (ty. Leutnant) 8 mars 1906
- Löjtnant (ty. Oberleutnant) 25 oktober 1913
- Kapten  19 maj 1916
- Major  1 april 1925
- Överstelöjtnant  1 februari 1930
- Överste  1 oktober 1933 enligt dhm
- Generalmajor  1 oktober 1934
- Generallöjtnant  1 april 1936
- General av flygvapnet (General der Flieger) 1 juni 1937
- Generalöverste  -
- Generalfältmarskalk 19 juli 1940

## Befäl
| 1/10 1933  | 31/5 1935  | Chef för luftfartsministeriets administrativa avdelning och 1935 när flygvapnet, Lufrwaffe, bildades chef för flygvapnets administrativa avdelning, Chef der Luftwaffenverwaltungsamtes (LD) / RLM |
| 3/6 1935   | 31/5 1937  | Chef för flygvapnets generalstab, Chef des Generalstabes der Luftwaffe |
| 1/6 1937   | 3/2 1938   | Befälhavare för flygförsvarsområde 3, Luftkreis-Kommando III, Dresden |
| 4/2 1938   | 31/1 1939  | Befälhavare för Luftwaffengruppenkommando 1, Berlin |
| 1/2 1939   | 11/1 1940  | Chef för Luftflotta 1, Luftflotte 1 och befälhavare Ost |
| 12/1 1940  | 26/6 1943  | Chef för Luftflotta 2, Luftflotte 2 |
| 12/1 1940  | 30/11 1941 | Befälhavare Nord |
| 2/12 1941  | 20/11 1943 | Överbefälhavare Syd, Oberbefehlshaber Süd |
| 21/11 1943 | 9/3 1945   | Överbefälhavare Sydväst och överbefälhavare armégrupp C, Oberbefehlshaber Südwest und Oberbefehlshaber Heeresgruppe C                                                                              |
| 23/10 1944 | 14/1 1945  | skadad och inlagd på sjukhus; under Kesselrings frånvaro var Heinrich von Vietinghoff tillförordnad överbefälhavare                                                                                |
| 10/3 1945  | 1/5 1945   | Överbefälhavare Väst, Oberbefehlshaber West |
| 2/5 1945   | 8/5 1945   | Överbefälhavare Syd, Oberbefehlshaber Süd |